# Clair de Terre (astronomie)
Pour les articles homonymes, voir Clair de terre.

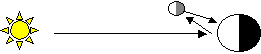
Schéma de principe.

Le clair de Terre, dans le domaine de l'astronomie, est l'éclairement de la Lune ou d'un objet dans l'espace par la lumière solaire renvoyée par la Terre.

## Lumière cendrée

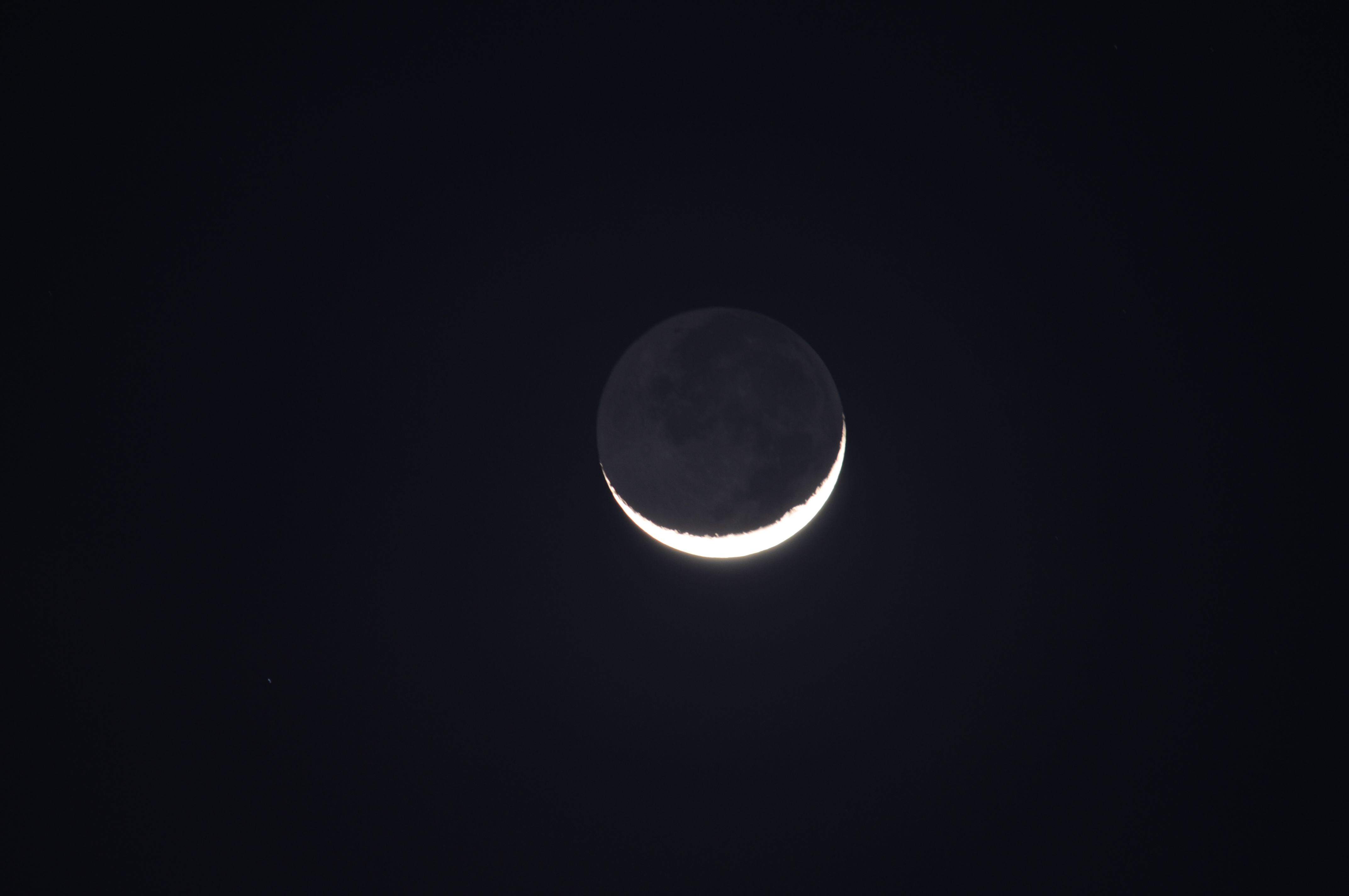
Un clair de Terre, sur la Lune (vu de la Terre).

On appelle lumière cendrée la lueur due au clair de Terre sur la partie sombre de la Lune. Elle est surtout visible aux environs de la nouvelle lune, quand elle n'est pas masquée par l'éclat direct de la lumière du Soleil.
Son origine a été expliquée pour la première fois au début du XVIe siècle par Léonard de Vinci dans le Codex Leicester (vers  1510).  

## Source
Droit français : arrêté du 20 février 1995 relatif à la terminologie des sciences et techniques spatiales.